# Башкирское восстание (1704—1711)
Башкирское восстание 1705—1711 годов (баш. Башҡорт ихтилалы 1705—1711 йылдар) — одно из самых продолжительных в серии башкирских восстаний XVII—XVIII веков. Вызвано введением новых налогов и ограничением суверенных прав башкир.
22 июня 1722 года произошло восстановление башкирского подданства по жалованной грамоте башкирам. Вручена в Санкт-Петербурге делегации из 8 знатных представителей башкирского народа.

## Предпосылки конфликта
Начало Северной войны потребовало значительных дополнительных ресурсов для формирования новой армии и материальной базы вооруженных сил России. Эти ресурсы во многом приходилось изыскивать путем резкого увеличения бремени повинностей населения (в виде налогов, сборов, поставок для армии, рекрутских наборов и т. д.). Рост военных тягот одновременно сопровождался модернизацией государства и ломкой прежней модели взаимоотношений центра с окраинами, что выражалось в их унификации и включении в единую административную структуру. Все эти процессы начали распространяться и на Башкирию, которая со времен Ивана Грозного входила в состав России на условиях определенной автономии (вотчинное право на земли, местное самоуправление и т. д.), которая подтверждалась специальными договорами о подданстве. В начале XVIII века правительство для пополнения казны намеревалось в сжатые сроки отказаться от привилегий башкир и уравнять их в «тягости» с другими подданными государства. Выполнение этой задачи возлагалось на казанские власти. Изменения затронули не только податную сферу, но и другие привилегии башкир. В том числе их право вотчинного владения землями. 

## Причины восстания
В октябре 1704 года в Башкирии появились прибыльщики А. Жихарев и М. Дохов, которые на собрании глав башкирских родов объявили указ царя Петра I о введении 72 новых налогов. В указе также сообщалось об изъятии в казну башкирских рыбных угодий и прилегающих к ним земель, проведении переписи и о ряде мер, ущемляющих религиозные права мусульманского населения. Требования, а также вызывающее поведение прибыльщиков, вольно трактовавших царский указ, вызвали возмущение башкир. Они восприняли происходящее, как нарушение их суверенных прав. Прибыльщики были избиты. Российские власти расценили данный поступок как бунт.
В указе также требовалось строить мечети только по образцу христианских храмов, устраивать кладбища рядом с мечетями, фиксировать заключение браков и смерть прихожан муллам только в присутствии русского священника. Все это было воспринято как прямой шаг к будущему полномасштабному насильственному крещению. Кроме того, они потребовали 20 000 лошадей, а потом ещё и 4000 воинов: в то время Россия вела Северную войну со шведами.
П. И. Рычков в книге «История Оренбургская по учреждении Оренбургской губернии» оставил такое описание событий и их причин
бунт, называемой Алдаровской и Кусюмовской, начался в 1704 году в декабре месяце под предводительством Алдара и Кусюма. Притчины ко оному поданы неразсудными поступками бывшаго на Уфе Александра Сергеева, которой с них неумеренною строгостию требовал лошадей и выдачи беглых людей, в их жилищах укрывавшихся, и, как сказывают, несколько старшин башкирских на одном у себя обеде до смерти запоил. К городам же к Уфе, Бирску и Мензелинску сильные приступы чинили и до самой Казани только за 30 верст не дошли, отколь они едва отбиты изрядными учреждениями казанскаго губернатора Кудрявцова, которой живущих в Казане татар, жен и детей забрав в аманаты, протчих всех выслал против оных злодеев. С сими, тако же и с другими наряженными и позволенными от него партиями, оные башкирцы внутрь Башкиря прогнаны. Для конечнаго же пресечения сего их башкирскаго злодейства в марте месяце командирован был боярин князь Хованской и при нем восемь полков воинских людей и довольное число нерегулярных, которой, дошед пригорода Алабуги, остановился, а внутрь Башкирии послал два полка под командою подполковников Хохлова и Аристова, из коих Хохлова полк, не доходя Соловарнаго городка, почти весь от них, воров, разбит.

## Место и этапы восстания
Восстание распространилось на всей территории Башкирии и на соседние районы, охватило территорию от реки Тобол на востоке до Волги на западе, от среднего течения Яика на юге до Казани, Вятки и Кунгура на севере.
Восстание делится на 4 этапа:
- 1-й этап: 1704—1706 гг. — начало восстания;
- 2-й этап: 1707—1708 гг. — этап наивысшего размаха движения;
- 3-й этап: 1709—1710 гг. — борьба в Зауралье;
- 4-й этап: 1711 год — окончание восстания[7].

## Ход боевых действий
В феврале 1705 года в Уфимский уезд для подавления восстания в Башкирию направлены несколько полков во главе с казанским комиссаром А. С. Сергеевым. Собрав выборных башкир в Мензелинске, он потребовал отдать для нужд армии 5 тысяч лошадей. Под угрозой смерти они вынуждены были согласиться отдать в казну 5 тысяч лошадей. Кроме того, Сергеев запретил башкирам ездить для разбора дел в Москву. Это нарушало традиционное право башкир обращаться напрямую к царю. 
В ответ башкиры отказались платить налоги и повиноваться местным властям. Восстание охватило южные и северо-западные районы Башкирии.
Повстанцы Казанской даруги во главе с Дюмеем Ишкеевым напали на Закамские крепости, жители Ногайской даруги под руководством Имана-батыра действовали около Солеваренного городка. 
Одновременно башкирские повстанцы пытались договориться с царскими властями. 18 декабря 1705 года башкирское посольство прибыло в Казань, где их принял генерал-фельдмаршал Б. П. Шереметев. Среди участников делегации находились участники Северной войны, сражавшихся под его командованием, которые рассказали о злоупотреблениях и произволе. В результате переговоров 72 новых налога были отменены. Вскоре Б. П. Шереметев отбыл на подавление Астраханского восстания, а казанские власти вновь начали политику притеснений.
В начале 1706 года башкиры составили царю челобитную, в которой выражали своё недовольство захватом их земель и ростом налогов. В Москву направлена делегация из 8 выборных знатных башкир во главе с Дюмеем Ишкеевым. По пути их арестовали казанские власти и отправили в Казань, где заключили в тюрьму. Летом этого года Д. Икшеев был казнён. Убийство посла стало беспрецедентным нарушением договорного характера русско-башкирских отношений. Башкиры ответили на это восстанием 1707–1708 годов.

### Массовое восстание и его подавление
2-й этап. В 1707 году восстание охватило большую часть Башкирии, особенно её западные районы. Лидерами стали тархан Алдар Исекеев и старшина Кюсюм Тюлекеев. Отказавшись от русского подданства, башкирская феодальная верхушка сделала попытку создать Башкирскую Орду, связанную вассальными отношениями с Турцией или Крымским ханством. Один из повстанцев башкир Юрматынской волости Хази Аккускаров был объявлен ханом. Летом чингизид Мурат-султан (потомок хана Кучума) возглавил посольство башкир в Стамбул, заехав перед этим к крымскому хану Каплан I Гирею и оттуда к турецкому султану Мехмеду III. Однако турецкий султан, как и крымский, отказались поддержать просьбу башкир о создании ханства и военной помощи, сославшись на мир с русским царём.
В конце ноября этого же года против повстанцев из Уфы выступил отряд полковника П. Хохлова (1,3 тыс. чел.). Башкиры (8 тыс. чел.) 4 декабря разгромили полк Хохлова около горы Юрактау близ Солеваренного городка. Разгром Хохлова способствовал активизации повстанцев. Многие крепости края подверглись штурму. В декабре повстанцы перешли через Каму, вторглись в соседние Кунгурский, Вятский и Казанский уезды.
В 1708 году в начале января повстанцы осадили Елабугу и повели наступление на Казань. К февралю их отряды находились в 40-60 верстах от города. Здесь повстанцев остановили войска П. И. Хованского. По некоторым оценкам, общее количество повстанцев в начале года достигало 40 тысяч человек. К концу февраля в Прикамье П. И. Хованский получил подкрепление, перешёл в контрнаступление и нанёс башкирскому войску поражение у села Большие Салтаны.
В феврале этого же года после провала переговоров с турецким султаном, пытаясь реализовать свой высокий статус на Северном Кавказе и открыть там второй фронт восстания, Мурат-султан, собрав войско из местных племён, штурмовал Терский городок. На помощь осаждённым подошли войска астраханского губернатора П. М. Апраксина. Они разбили войско Мурата, который был схвачен и вскоре казнён. 
17 марта Хованский деблокирует Елабугу, однако воевода не стал вторгаться в землю башкир, предложив им начать переговоры.
В апреле-мае башкиры установили связь с восставшими во главе с К. А. Булавиным крестьянами и казаками Дона, но летом отряды булавинцев были разбиты под Саратовым, что не позволило объединиться с восставшими башкирами.   
В мае башкиры и каракалпаки напали на Арамильскую и Белоярскую Теченскую слободу, угнали скот и пленных.    В мае же царское правительство вновь обратилось к башкирам с предложением начать переговоры. П. И. Хованский от имени правительства обещал отменить требования «прибыльщиков», простить повстанцев и рассмотреть жалобы на произвол местных властей. В конце мая стороны сумели договориться. В июне тарханы во главе с К. Тюлекеевым покаялись и получили прощение. Другой руководитель восстания И. Исекеев продолжил сопротивление (не исключено, что он надеялся на поддержку восставших булавинцев).
В конце августа — начале октября башкиры вели переговоры с казахами и каракалпаками. Капитан Василий Томилов сообщал, что в августе под Царево городище пришло около 250 каракалпаков. Драгуны отбили у них пленников и множество лошадей, убили 20 каракалпаков, двух взяли в плен и отправили в Тобольск. Пленные каракалпаки сообщили, что под Царево городище ходило 150 человек. А всего из Казахского ханства к башкирам поехало воевать 3000 казахов, 100 каракалпаков и 250 каратабунцев.
В сентябре уфимский воевода уже доносил в Казань о том, что «от каракалпацкого хана Тевки (Тауке) к ворам башкирцам, в начале к вору Алдару, пришли посланцы проведывать что у башкирцев учинилось с русскими, а другие извещали в Уфе, что они пришли к сообщению воровства». По сведениям Г. Б. Избасаровой в 1708 году Тауке-хан во главе отрядов казахов и каракалпаков подошел к Казани, однако был разбит. Также башкирский тархан Алдар Исекеев пригласил молодого казахского султана Абулхаира, который на народном собрании был провозглашен башкирским ханом. 

### Восстание в Зауралье
3-й этап. В 1709 году вышел указ Петра I о мобилизации 1000 башкир на строительство Санкт-Петербурга, что вызвало новое обострение. Башкиры этот указ саботировали. Тогда в Башкирию было направлено калмыцкое войско хана Аюки (10 тыс. чел.), приступившее к насильственной мобилизации. В ответ вспыхнуло восстание в Зауралье, под руководством Алдара Исянгильдина и Уракая Юлдашбаева. Весной восстание возобновилось на территории Сибирской и восточной части Ногайской дорог. К восставшим присоединились несколько тысяч пришедших из казахских степей каракалпаков, и совместно они нападали на остроги, слободы, заводы, монастыри и села, расположенные в бассейнах рек Исеть, Миасс и Теча.
В августе—ноябре повстанцы осадили ряд крепостей и слобод по реке Тобол.
В 1710 году борьба продолжалась силами башкир. Правительство направило в Зауралье 2 полка под командованием И. Я. Якушкина. Летом в борьбе с восстанием царское правительство использовало калмыцкие войска под командованием Чакдор-Джаба, нанёсшего повстанцам серьёзное поражение. Восставшие были вынуждены прекратить борьбу.

### Восстание в Ногайской и Казанской дорогах
4-й этап. В 1711 году произошёл последний всплеск восстания, когда для поддержки повстанцев в Башкирию вновь вторглись каракалпаки. В бассейнах рек Исети, Миасса и Течи были сожжены русские сёла, а их жители угнаны в полон. Против повстанцев выступило русско-татарское ополчение (7 тыс. чел.), выбившие каракалпаков обратно в казахские степи. Казанский губернатор П.М. Апраксин вступил в переговоры с башкирами, которые решили отстаивать свои интересы мирным путём. К осени отдельные очаги восстания прекратились.
В 1711 году была провозглашена Башкирская Орда.
Людские и материальные потери были огромны (Башкирские повстанцы — до 40 тыс. чел. Каракалпаки — несколько тысяч, России — несколько тысяч).

## Итоги восстания
Царское правительство было вынуждено подтвердить вотчинное право башкир, отменить новые налоги и требования прибыльщиков, понижены размеры оброчных платежей, освобождены от сдачи на оброк некоторые угодья, вновь возвращена система подчинения центральным органам власти. Теперь башкиры подчиняются напрямую Сенату.
Первые годы после восстания правительство фактически не регулировало жизнь башкир, предоставив их самим себе. В этот период происходит заселение их земель ясачными людьми и русскими крестьянами из близлежащих регионов из-за более свободных и экономически выгодных условий жизни в Башкирии.
В ходе разбора в Сенате дел о выселении новоприбывших и других башкирских ходатайств выяснилось, что после восстания (1704-1711) годов российское подданство башкир не было официально подтверждено. 17 июля 1719 года было принято решение послать к башкирам грамоты великого Государя выбрав из Сената знатного человека.
В 1720 году по решению Сената создаётся следственная комиссия по делу «прибыльщиков» Дохова и Жихарева и комиссара Сергеева, требовавших с башкир 72 новых налога, что и послужило одним из поводов к восстанию. Вскоре они были осуждены и понесли наказание. 
Восстановление башкирского подданства связано с жалованной грамотой башкирам от 22 июня 1722 года. Она была вручена в Санкт-Петербурге делегации из 8 знатных представителей башкирского народа. Так, спустя 10 лет после восстания, отношения Башкирии и России официально приобрели прежний статус-кво.
Башкирский историк Салават Таймасов пишет: «В результате успешной борьбы они фактически добились независимого положения края». Поэтому, в эти года в официальный оборот, входит политоним «Башкирская орда» .

## Рекомендуемая литература
- Акманов И. Г. Башкирские восстания XVII — начала XVIII вв. — Уфа: Китап, 1998.
- Акманов И. Г. Башкирия в составе Российского государства в XVII — первой половине XVIII века. — Свердловск: Изд-во Урал. ун-та, 1991.
- Ерофеева, Ирина В. Хан Абулхаир. Полководец, правитель, политик. — Алматы: Даик-Пресс, 2007. — 452 с.
- Рычков П. И. История Оренбургская. — Уфа, 2001. — С.7.
- Памятники Сибирской истории XVIII века. Книга первая. 1700—1713 / под ред. А. И. Тимофеева. — СПб., 1882.